# 구아스탈라 백국
구아스탈라 백국(에밀리아어: Cuntea de Guastàla)은 구아스탈라를 중심으로 한 이탈리아 북부의 봉건 국가였다. 백작의 칭호는 1406년 귀도 토렐리(Guido Torelli)를 위해 만들어졌다.

## 역사
토렐리 가문은 1539년 페란테 곤차가가 구스탈라를 매입할 때까지 구스탈라를 통치했다. 토렐리 가문의 또 다른 분파는 몬테키아루골로 백국을 보유하고 있었는데, 1456년에 구아스탈라 백국에서 분할되어 1612년까지 존재했다.
페란테 곤차가의 후손들은 1746년까지 구아스탈라를 통치했고, 1621년에 그 영토가 구아스탈라 공국이 되면서 공작 칭호로 승격되었다. 마지막 곤차가 공작 주세페 곤차가는 1746년에 후계자 없이 사망했고, 그 시점에서 이 지역은 잠시 오스트리아령 롬바르디아에 편입되었다.
1748년 엑스라샤펠 조약으로 구아스탈라는 파르마 공작에게 양도되었다.

## 같이 보기
- 구아스탈라
- 구아스탈라 공국
- 구아스탈라의 통치자 목록
- 파르마 공국
- 곤차가가
- 몬테키아루골로 백국
- 이탈리아의 역사적 국가 목록